# 全盈支付
全盈支付金融科技股份有限公司（簡稱：全盈支付）為臺灣電子支付公司，由全家便利商店、玉山銀行、拍付國際合資成立，於2022年2月24日獲得金管會核准取得營業執照，同年4月25日開業；原先合資業者持股比例分別為：全家持股67％為最大股東，玉山銀、拍付國際分別持股18％和15％，後全盈支付於2023年4月11日啟動現金增資，台新金控100%子公司「台新創投」默默以新台幣1.6億元，取得全盈支付金融科技13.7%股權，股權就調整為全家51%、玉山銀17.89%、拍付國際11.4%、台新創投13.7%。截至2025年3月止，用戶數226.9萬，在電子支付業者中位居台灣第五。
現行營運的行動支付品牌為「全盈+PAY」。。

## 合作商家

### 餐飲
- bb.q CHICKEN
- Bella Judie
- EEYANS依妍熹
- IKIGAI燒肉
- 十渡茶飲專賣
- 大戶屋
- 可不可熟成紅茶
- 吉豚屋
- 你訂
- 沃克牛排
- 周氏蝦捲
- 拉亞漢堡
- 思茶
- 怡客咖啡
- 挺益調養餐
- 麻一點
- 晨曲早餐Brunch
- 彭園婚宴會館
- 森林小徑
- 無老鍋
- 清心福全
- 圓味壽司
- 萬波島嶼紅茶
- 鼎王麻辣鍋
- 千采複合式
- 客家料理
- 卡門
- 自家烘焙咖啡館
- 德洲農場
- 美式炭烤牛排
- 天仁茗茶（限非百貨門市）
- 太卡啡（小港、東安店）
- 珍煮丹（限你訂）
- 迷客夏（限你訂）
- 貢茶（限非百貨門市）
- 新益餐飲（嘉基店）
- 微風台北車站
- 微風台大醫院
- 微風三總商店街
- 緣初菓茶（霧峰亞大店）

### 生活
- 全家便利商店
- 智生活
- STAYFUN
- ChargeSPOT
- i郵箱
- KKBOX
- Readmoo
- 小樹屋
- 米可通訊
- 台中港酒店
- 瓦斯通
- 全家海神
- 收貨通
- 美仁心
- 絲碧淨
- 凱麗乾洗
- 億電通
- OWLocker
- 智慧型寄物櫃
- AFTEE（限App）
- 柯達大飯店（限長安/敦南/永和/台北一店/台北林森店）

### 交通
- WeMo
- 大都會車隊
- 台灣大車隊
- 易停網
- 城市車旅
- 嘟嘟房

### 購物
- 101文具天堂
- 丁丁連鎖藥妝
- 九乘九文具專家
- 小林眼鏡
- 仁愛眼鏡
- 卡多摩嬰童館
- 全家智販機
- 松鼠國際
- 屈臣氏
- 東森寵物
- 神腦國際
- 康宜庭生活藥局
- 傑昇通信
- 棉花田
- 黑松販賣機
- 黑橋牌
- 摩曼頓
- 寵物公園
- 金弘笙汽車精品百貨
- 墊腳石圖書文化廣場
- THE BODY SHOP（限獨立門市）
- 麗嬰房（限非百貨門市）
- 新東陽（限直營、國道休息站門市）

### 電商
- 38G酵素晶體
- 91APP
- FRUDIA
- efashion
- GIUMKA
- HL中大尺碼
- Hikingbook
- JS婕洛妮絲
- Lactobact
- Lee Jeans
- Mori girl
- Nahemi娜禾蜜
- NAMASTE
- PChome
- PETZOO
- SST_C
- STARBRANDS
- YP燈飾
- 三立電電購
- 小偉日系
- 白鳥麗子
- 台隆手創館
- 巧玲瓏
- 全家商場
- 全+1商城
- 全家行動購
- 好物良品
- 吹毛求吃
- 我的好市集
- 貝膚黛瑪
- 亞梭傢俬
- 肯寶KB99官方商城
- 凍好鮮線上超市
- 胡思二手書店
- 氣炸人生
- 乾唐軒ACERA
- 眼圈熊中大尺碼
- 野人舒食
- 富發牌
- 森SHEN植萃保養
- 臺灣威瑪舒培
- 樂入優選Lelu
- 黛瑪Daima
- 闔樂泰
- 2(X)IST-台灣線上旗艦館
- Angie Palace安婕絲
- B.S.D.S冰山袋鼠
- BAi官方網站流行平價女裝
- Be TwoLeather Workshop
- BeautyTalk美人語
- BodyVine巴迪蔓
- Coville可夫萊精品堅果
- EASY SHOP台灣國民內衣店
- Frontier Sportswear
- HAPPYREWARDS快樂禮遇
- Honey Comb蜂巢燈飾
- HOYACASA禾雅寢具生活館
- IVITA Silvia Yang
- KLIGHT CYCLING自行車品牌概念店
- Medical SARAYATaiwan
- MON’S流行服飾
- non-stop自然好感服飾
- The Pants有件褲子
- UNIPET聯合寵物商城
- userISM分效美療
- WEDARWEDAR薇達薇達
- WorthyDAYS質日生
- 大江生活TCI-Living
- 小草原Grassland
- 毛好多ISCOPET
- 日落小物sunsetgoods
- 可蘭霓Clany
- 伊蕾集團ILEY Group
- 沅瑢Original Life綠能環控清淨網
- 玩美維納斯內衣快時尚
- 波波娜拉Bubble nara
- 清淨海天然環保專家
- 凱英鞋業品牌專營
- 藍鷹牌官方旗艦館
- 寶松皇家寢室
- 鑫耀生技Panda
- COLOR PLAY玩色系．日光生活館
- GOODYEAR固特異鞋官方線上旗艦店
- GelSmart美國吉斯邁足部護理官方購物
- XEXYMIX Taiwan傑希米斯臺灣官方網站

### 商圈
- 華山文創

## 外部連結
- 全盈支付